# الزاوية الفخرية
الزاوية الفخريّة، هي زاوية صوفية أقيمت في العهد المملوكي عام 1332م في مدينة القدس، سميت بالفخريّة نسبة إلى منشئها العالم فخر الدين بن محمد، وذلك لاستقبال متّبعي الطريقة الفخرية والوافدين إلى المسجد الأقصى المبارك.

## التسمية
سُميّت الزاوية الفخرية بهذا الاسم لمسميات مختلفة ترجع إلى روايات مختلفة، فالبعض يقول تنسب إلى مؤسسها فخر الدين بن محمد فضل الله (وهي الرواية الأقوى)، وهناك من يدّعي أنّها قد حازت على الاسم لقربها من المئذنة الفخريّة. ويقال سُميت بعد عقود من إقامتها باسم أحد العلماء الذي عاشوا فيها واسمه أبو السعود.

## التاريخ
بنيت الزاوية الفخريّة عام 1332م في مدينة القدس في العهد المملوكيّ، والتي تقع في الجهة الجنوبيّة للمسجد الأقصى، وهي محاذية له بجزئيها: الداخليّ والخارجيّ.. تخضع الزاوية إلى رقابة شديدة لحساسيّة موقعها وإطلالتها على حائط البراق.
ساهمت الزاوية الفخرية في الحركتين: العلميّة والصوفيّة في القدس، واستضافت كثيرًا من رجال العلم والتصوف الذي سكنوا فيها، ومنهم الشيخ أبو السعود، وقد غدت الزاوية وقفا لذريته من بعده، وتوسّعت مساكنها خارج حدود المسجد في امتداد الزاوية.
عام 1927م أثر الزلزال الذي أصاب المنطقة المبنى مما احتاج إلى ترميمه في جزئه العلويّ. هدمت الزاوية على مرحلتين بعد، ومسحت بالكامل في حزيران عام 1969، ولم يتبق منها إلا الطريق المؤدية من حارة المغاربة إلى المسجد الأقصى، والي هدمت لاحقا واستبدلت بجسر خشبيّ بدعائم حديديّة، وقد نجا من الهدم المسجد والمكتبة لوقوعهما داخل المسجد الأقصى المبارك، وذلك بعد أن ألحقا بالمتحف الإسلاميّ ودائرة الأوقاف الإسلامية.

## مبنى الزاوية
تحتوي الزاوية مسجدا و21 منزلا، ومكتبة نقلت إلى داخل المسجد الأقصى، وإلى المتحف الإسلاميّ برعاية دائرة الأوقاف الإسلامية، كما تحتوي على حديقة مغلقة أمام المصلين. إضافة إلى ذلك تضمّ الزاوية الكثير من الأراضي الزراعية (حواكير) بمساحة سبعة دونمات.
عام 1927م أثر الزلزال الذي أصاب المنطقة المبنى مما احتاج إلى ترميمه في جزئه العلويّ، استمرّ في فترة الانتداب البريطانيّ ومن ضمنها تدعيم الديوان.
للزاوية مدخلان: أحدهما من خارج المسجد الأقصى، والآخر من داخله، حيث يوجد اليوم باب حديديّ ملاصق لباب المغاربة، ومجاور لمصطبة سمّيت باسم الزاوية، وقد أغلق الباب بعد اغتيال الملك الأردنيّ عبد الله الأول بن الحسين عام 1951م.
احتوت الزاوية أيضًا مدرسة دينية، تكونت من مصلى وثلاث غرف قامت السلطات الإسرائيلية بهدم جزء كبير منها. مصلى المدرسة مستطيل الشكل تقوم فيه ثلاثة أعمدة أنشئ فوقها عدد من القباب الضخمة يعود بناؤها للعصر العثمانيّ، كما يحتوي المصلى على محراب تزينه الحجارة الحمراء.